# Likvidace (román)
Likvidace (v maďarském originále: Felszámolás) je novela maďarského spisovatele Imreho Kertésze z roku 2003. Česky vyšla poprvé v roce 2006 v překladu Dany Gálové.

## Obsah
Literární redaktor Keserü (maď. hořký – původně Kesselbach, původně ze Švýcarska – přejmenování po hořkém životě) odmítl nechat vydat román prominenta nomenklatury, pronásledován tehdejším režimem. Vyslýchán, věděl, že kdyby jej bili, tak by podepsal donášení. Po návratu mezi vánočními svátky se vrátil do redakce (díky tlakům přátel), kde pracoval se Sarou, Küstim a Obláthem. Zamiloval se do B.-ovi povídky o zlu, opustila jej žena s malým dítětem.
B. se narodil v Osvětimi v roce 1944 a náhodou pobyt přežil, utekl z chlapeckého sirotčince. B. byl rozvedený s Juditou. Před rozvodem s B. žili jiným životem – více filosofie a debat. Odmítal se podřizovat. Překládal dílo o da Vincim, koupila zájezd do Florencie, odmítl jet s tupci, jela sama a seznámila se tam se svým budoucím manželem Adamem. Judita Osvětim nikdy nepoznala, byla z židovské rodiny, přesto byla Osvětimí poznamenaná – Osvětim – slovo, kterého se v dětství bála.
Keserü ví, že B. napsal román, ale nemohl ho nikde sehnat. B. se před smrtí seznámil se Sárou, stala se jeho milenkou. Otrávil se morfiem a večer před tím jí volal, aby mu ráno přinesla snídani – chtěl, aby ho našla ona – ráno ho našla a zavolala Keserümu. Ten vezme jeho rukopisy, aby nezmizely.
B. dal svůj román Juditě a chtěl, aby ho spálila, ona to udělala. Román o konfliktu muže a ženy, která po něm chtěla dítě, i když se předtím domluvili, že žádné mít nebudou. Pro Keserüho znamenal román příslib rozřešení a znovunabytí schopnosti orientace.
Keserü stále četl B.-ovu hru Likvidace, život mu byl lhostejný, práce ho netěšila.